# En sommarsaga (film)
En sommarsaga är en svensk kort naturfilm från 1941 i regi av Arne Sucksdorff. Den handlar om en ung räv som jagar mat och interagerar med andra djur en sommardag. Det var Sucksdorffs första film för Svensk Filmindustri. Den är 13 minuter lång och blev mycket populär.

## Handling
En ung räv jagar bort en lom och försöker äta dess ägg, men lyckas inte tränga igenom skalen. Räven äter istället insekter på en äng. Den träffar en annan, något större räv och leker och slåss. Den unga räven får syn på en hare som den lurpassar på och anfaller, men haren är för snabb och kommer undan. I ett träd sitter en rovfågel och äter kött. Räven iakttar fågeln och äter själv en skalbagge.